# Dan Ahearn
Dan Ahearn   (comtat de Limerick, 2 d'abril de 1888 - Chicago, 20 de desembre de 1942) va ser un atleta, especialista en triple salt, irlandès de naixement, però estatunidenc d'adopció que va competir a començaments del segle xx.
Nascut a Athea, el 1909 emigrà als Estats Units junt al seu germà, el també atleta Timothy Ahearne, on va perdre la -e final del seu cognom. El 1908 va guanyar el campionat nacional de salts de l'Amateur Athletic Union. El 1909 va establir diferents rècords, però foren descartats per l'Amateur Athletic Union. Finalment el 1911 li fou reconegut el rècord del món de triple salt, amb 15,52 m, un rècord que no seria superat fins al 1924 per Nick Winter. El 1920 fou sisè en la prova del triple salt dels Jocs Olímpics d'Anvers.
Posteriorment exercí de policia a Chicago, on va morir el 1942.